# Momeik
Momeik, também conhecida como Mong Mit (မိူင်းမိတ်ႈ) em shan, é uma cidade localizada às margens do rio Shweli, no norte do estado Shan em Myanmar (Birmânia).

## História
Momeik, parte do estado de Hsenwi, foi fundada em 1238. Treze aldeias do Mogok Stone Tract foram dadas a Momeik em 1420 como recompensa por ajudar Yunnan na invasão de Chiang Mai. Em 1465, Nang Han Lung, a nora do saopha (sawbwa em birmanês) de Momeik, enviou rubis como tributo separado de Hsenwi e conseguiu manter as antigas possessões de Hsenwi até 1484, quando Mogok foi cedida aos reis birmaneses. Porém, foi apenas após 1597 que o saopha de Momeik foi forçado a trocar Mogok e Kyatpyin por Tagaung, e elas foram formalmente anexadas pelo édito real.
No início de 1542, quando o governante shan de Ava, Thohanbwa (1527-1543) juntamente com os saophas de Mohnyin, Hsipaw, Momeik, Mogaung, Bhamo e Yawnghwe vieram em auxílio de Prome contra os birmaneses, ele foi derrotado por Bayinnaung. Em 1544, Hkonmaing (1543-1546), saopha de Onbaung ou Hsipaw e sucessor de Thohanbwa, tentou recuperar Prome, com a ajuda de Mohnyin, Momeik, Monè, Hsenwi, Bhamo e Yawnghwe, mas foram derrotados pelo rei Tabinshwehti (1512-1550).
Bayinnaung conseguiu em três campanhas, 1556-1559, derrotar os estados shan de Mohnyin, Mogaung, Momeik, Mong Pai (Mobyè), Saga, Lawksawk (Yatsauk), Yawnghwe, Hsipaw, Bhamo, Kalay, Chiang Mai e Linzin (Vientiane), antes de invadir a região dos rios Taping e Shweli em 1562.
Um sino doado pelo rei Bayinnaung (1551-1581) ao pagode de Shwezigon em Bagan tem inscrições em birmanês, páli e mon registrando a conquista de Momeik e Hsipaw em 25 de janeiro de 1557, e a construção de um pagode em Momeik em 8 de fevereiro de 1557.

### Governo britânico
O saopha de Momeik tinha acabado de morrer, quando ocorreu a anexação britânica em 1885, deixando um menor de idade como seu herdeiro, e a administração de Momeik enfraquecida. Momeik foi então incluída sob a jurisdição do Comissário da Divisão do Norte em vez do Superintendente dos Estados Shan do Norte. Um pretendente chamado Hkam Leng chegou a reivindicar o título, mas foi rejeitado pelos ministros. Um príncipe birmanês chamado Saw Yan Naing, que havia se rebelado contra os britânicos, fugiu para a área e reuniu forças com Hkam Leng, e causou inúmeros problemas durante 1888-1889 para o Regimento Real de Hampshire baseado em Momeik.
Sao Hkun Hkio, saopha de Momeik, foi um dos sete saophas do Comitê Executivo do Conselho do Estado Shan formado após a primeira Conferência de Panglong em março de 1946. Em 16 de janeiro de 1947, eles enviaram dois memorandos, quando a delegação birmanesa liderada por Aung San foi a Londres, para exigir que o governo trabalhista britânico de Clement Attlee dispensasse igualdade política para a Birmânia e integral autonomia dos Estados Federados Shan. Ele não era um dos seis saophas que assinaram o Acordo de Panglong em 12 de fevereiro de 1947. Sao Hkun Hkio, educado na Universidade de Cambridge, se tornou o Ministro do Exterior da Birmânia que mais tempo permaneceu no cargo após a independência, em 1948, até o golpe militar de Ne Win em 1962, com apenas breves interrupções, a mais longa delas entre 1958 e 1960 durante o governo interino de Ne Win.

### Após a independência
O vale do rio Shweli e as colinas ao redor de Momeik e Mogok são antigos redutos do Partido Comunista da Birmânia (CPB) desde o início dos anos 1950, mas foi apenas em 1968 que a 1ª Brigada do Exército Popular do CPB recuperou o controle da área, e por um curto tempo ocupou Momeik em 1977. Porém, seu plano para atacar o oeste até as planícies ao norte de Mandalay, foi frustrado por confrontos com o Exército do Estado Shan e o Exército de Libertação do Estado Palaung, bem como pelas ofensivas do governo militar.
A 3ª Brigada do Exército Norte do Estado Shan tem sido ativo em Momeik, Kyaukme, Hsipaw, Namtu e Lashio. Conseguiu um cessar-fogo com o governo militar da Birmânia (SLORC) em 1989, e suas atividades foram severamente restringidas. Em 2005, uma tentativa do Exército Sul do Estado Shan, baseado perto da fronteira com a Tailândia, para preencher o vácuo deixado pelo cessar-fogo no norte foi frustrado pelo exército birmanês.

## Transportes
É servida por estrada até Mogok e suas minas de rubi, e através de Mogok até Mandalay, e pela linha férrea Mandalay-Lashio até Kyaukme. Momeik também está ligada a Myitkyina, capital do estado de Kachin via Mabein e Bhamo. Há um aeroporto para voos domésticos em Momeik.
Considerando que Mogok está a uma altitude de aproximadamente 1.200 metros, Momeik está a apenas 243 metros acima do nível do mar e 45 quilômetros ao norte de Mogok. 96 quilômetros por estrada a oeste de Mogok fica a vila de Twinnge e a cidade de Thabeikkyin às margens do rio Irauádi (Irrawaddy). Existe agora uma estrada direta ligando Twinnge a Momeik.

## Economia

### Minerais
Momeik é famosa por suas pedras preciosas e semi-preciosas. Elbaíte, uma variante da rubelita (turmalina ou Anyant significando 'inferior' em birmanês), incluindo a turmalina "cogumelo", e a petalita ou Salinwa são encontradas nesta região.
Diamantes encontrados na região de Momeik acredita-se serem derivados de fontes primárias no noroeste da Austrália, mas distinguível de pedras similares do leste da Austrália. A mineração de ouro na área está sendo operada pelas companhias Asia World e Shweli Yadana.

### Agricultura
As minas de rubi de Mogok dependem das plantações de arroz de Momeik. Na região são cultivados: arroz híbrido, cana-de-açúcar, borracha, pinhão-manso, feijão jengkol e abacate.